# Skyttefisk
Skyttefisken (Toxotes jaculatrix) er en brakvandsfisk, der kan forme sin tunge til en slags rør og kan skyde vand 2-3 meter op i luften. Så blæser den et insekt eller det bytte den har valgt omkuld bare ved at "spytte" på den. og så kan den spise sit bytte. Den lever ved flodmundinger i Sydøstasien.

## Eksterne kilder og henvisninger
- Wikimedia Commons har flere filer relateret til Skyttefisk
- Randers Regnskov om Skyttefisk

| Fisk | Spire Denne artikel om fisk er en spire som bør udbygges. Du er velkommen til at hjælpe Wikipedia ved at udvide den. |